# 达卢瓦拉
达卢瓦拉（Dhalwala），是印度北阿坎德邦Tehri Garhwal县的一个城镇。总人口11206（2001年）。

## 人口
该地2001年总人口11206人，其中男性6153人，女性5053人；0—6岁人口1552人，其中男876人，女676人；识字率75.96%，其中男性为83.23%，女性为67.11%。